# Eublemma stygiochroa
Eublemma stygiochroa là một loài bướm đêm trong họ Erebidae.